# Benjamin Pipes
Benjamin Allan Pipes (Beverley, 21 ottobre 1986) è un pallavolista inglese.
Benjamin Pipes iniziò a giocare a pallavolo all'età di tredici anni. Come la maggior parte dei giocatori britannici di volley di un certo spessore, Pipes ha militato in club sportivi del continente, tra Paesi Bassi, Belgio e Spagna. In nazionale fece il suo debutto nel 2006. Nel 2012, in occasione delle Olimpiadi di Londra, essendo la squadra britannica qualificata d'ufficio, ne diventò il capitano.